# Snowkiting

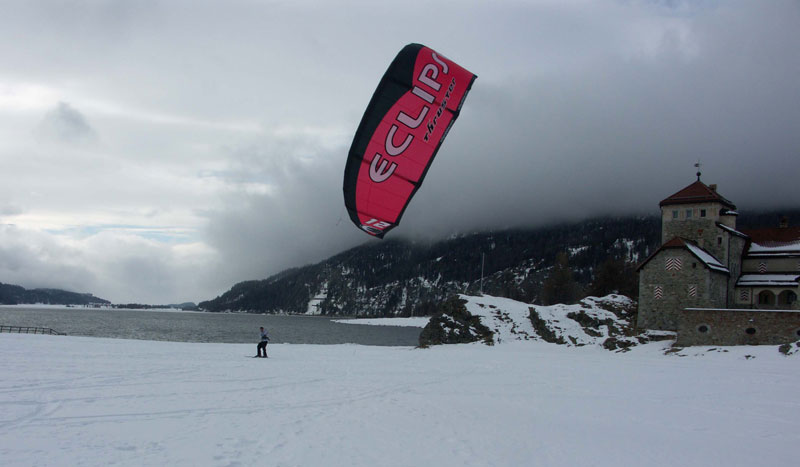
Snowkiters usano grandi aquiloni per spostarsi sulla neve e compiere grandi salti e manovre acrobatiche.

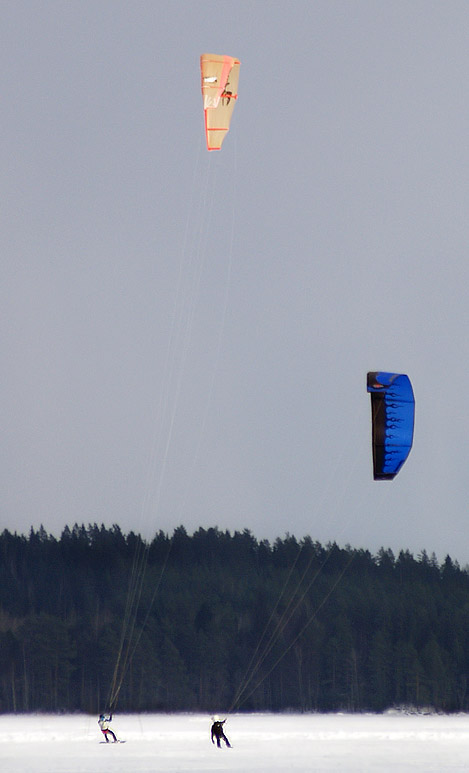
Snowkiting sul lago Kallavesi, Kuopio, Finlandia nel marzo 2005.

Lo Snowkiting è uno sport invernale in cui i praticanti usano degli aquiloni da trazione (in inglese kite significa aquilone) per farsi trainare su superfici innevate come: pianori, pendii montuosi o laghi ghiacciati. Lo snowkite può essere praticato sia usando gli sci sia usando delle normali tavole da snowboard. Gli aquiloni usati possono essere: sia di tipo foil (sia a celle aperte che chiuse) che di tipo pump (kite gonfiabili solitamente usati per fare kiteboarding in acqua).
In Italia questa disciplina sta prendendo sempre più piede come già ha fatto il suo fratello gemello kiteboarding. Lo sport viene praticato in posti come Roccaraso, il Lago di Resia, al Passo del Tonale e in Valle d'Aosta dove sono presenti anche scuole professionali per poter imparare questa spettacolare disciplina.